# سيمون وسيمون
سيمون وسيمون (بالإنجليزية: Simon & Simon)‏ هو مسلسل جريمة تم إنتاجه في الولايات المتحدة. بدأ عرضه في سنة 1981 على سي بي إس. بلغ عدد مواسم المسلسل 8 مواسم، بلغ عدد حلقاته 156 حلقة، وتبلغ مدة الحلقة الواحدة 48 دقيقة. تم بث المسلسل لأول مرة بتاريخ 24 نوفمبر 1981 بينما تم بث آخر حلقة منه بتاريخ 21 يناير 1989 بعد أن استمر لقرابة 8 أعوام. من بطولة تيم ريد.

## روابط خارجية
- سيمون وسيمون على موقع IMDb (الإنجليزية)
- سيمون وسيمون على موقع ميتاكريتيك (الإنجليزية)
- سيمون وسيمون على موقع روتن توميتوز (الإنجليزية)
- سيمون وسيمون على موقع أول موفي (الإنجليزية)
- سيمون وسيمون على موقع فيلمافينيتي (الإسبانية)
- سيمون وسيمون على موقع كينوبويسك (الروسية)
- سيمون وسيمون على موقع ألو سيني (الفرنسية)
- سيمون وسيمون على موقع قاعدة بيانات الفيلم (الإنجليزية)